# Ernst Sauer (Orgelbauer)

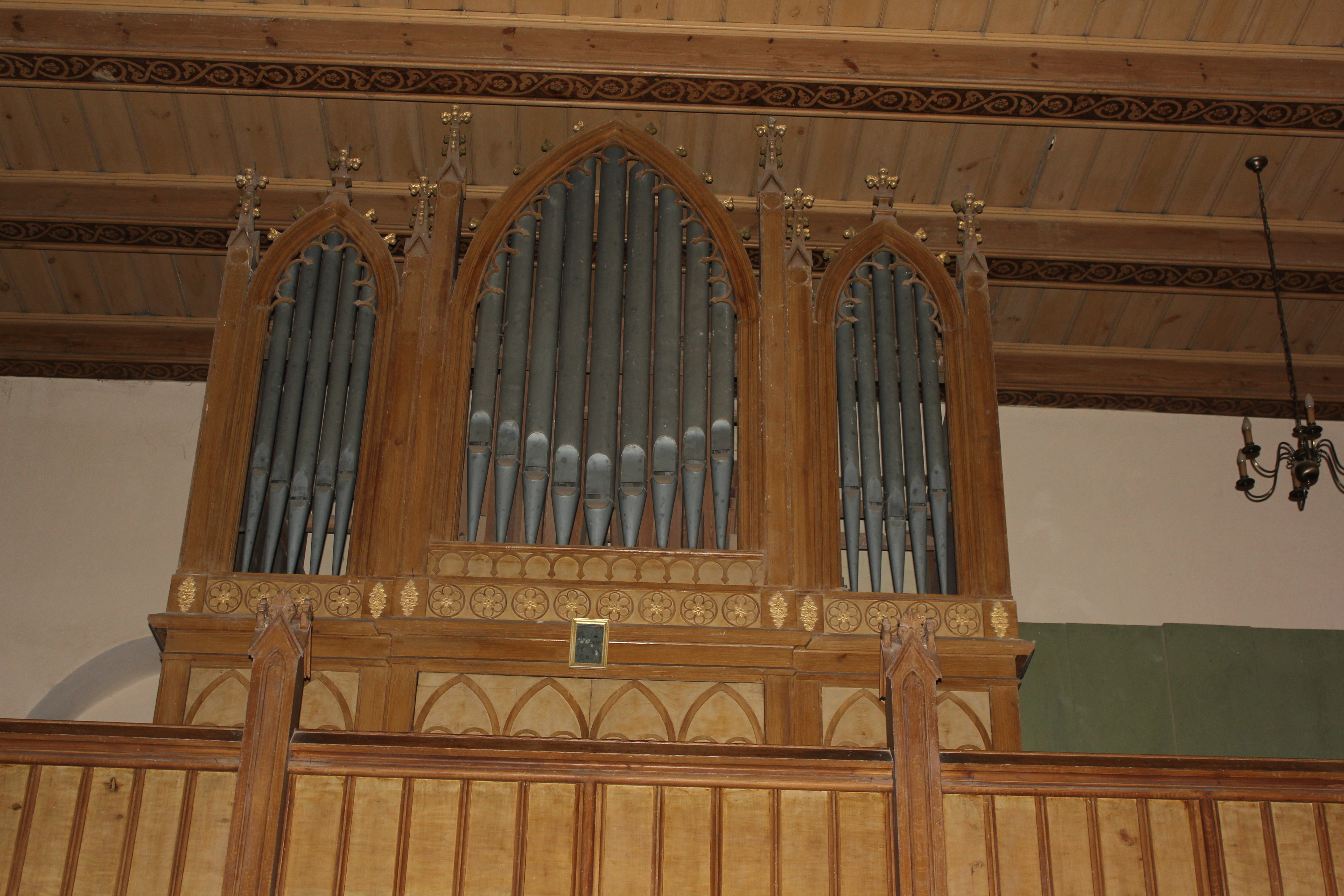
Orgel in Groß Varchow

Carl Adolph Ernst Sauer (* 5. Februar 1799 in Karlsburg; † 13. September 1873 in Friedland (Mecklenburg)) war ein deutscher Orgelbauer in Friedland.

## Leben und Werk

### Frühe Jahre
Ernst Sauer war das zehnte Kind des Karlsburger Schmiedemeisters Ernst Michael Sauer und dessen Ehefrau Maria Christine, geborene Sassen. Vorpommern war zu dieser Zeit noch schwedisch und kam erst 1815 zu Preußen.
Sauer erlernte den Beruf seines Vaters und wurde Schmiedemeister. 1820 verließ er seine Heimat und ging ins Mecklenburgische nach Schönbeck bei Friedland. Dort erwarb er am 5. Februar 1820 von der Schmiedefrau Christine Elisabeth Salow für 1800 Rthl. die Schmiede.
Am 5. Januar 1822 heiratete er die zwei Jahre jüngere Johanna Christine Sumke, Tochter eines Schmiedemeisters aus dem benachbarten Lindow. Beide hatten sechs Töchter und zwei Söhne, darunter als zweitjüngsten Sohn den späteren Orgelbauer Wilhelm Sauer.

### Orgelbau in Schönbeck 1835
Ernst Sauer hatte eine technisch-musische oder gar musikalische Doppelbegabung. In der ausschließlich landwirtschaftlich genutzten Region war von einer Ausbildung als Instrumentenbauer nichts bekannt. Trotzdem sollte die alte Schmiede anfangs zu einer autodidaktisch betriebenen Orgelbauwerkstatt geworden sein, denn unmittelbar neben der Kirche entstand ein Neubau.
Als um 1835 der Schönbecker Pastor August Milarch Anstrengungen zum Bau einer Orgel für seine Dorfkirche unternahm, machte sich Sauer als Autodidakt an den Bau einer Orgel mit geschmiedeter eiserner Mechanik. Sauer soll den Pastor mit der fast fertigen Orgel in seiner Scheune überrascht haben. Die in der Kirche aufgestellte und vom dortigen Schmiedemeister Sauer neu erbaute Orgel wurde am 12. November 1835 vom Neustrelitzer Hof- und Schloßcantor Johann Carl Nicolaus Messing (1800–1870) abgenommen, der neben allen Mängeln dieses Instrumentes die Neigung und Geschicklichkeit Sauers nicht übersah und dem Großherzoglichen Konsistorium in Neustrelitz das Resultat dieser Untersuchung vorlegte und eine Förderung Sauers empfahl. In der Zusage des Großherzogs vom 24. Dezember 1835 schreibt der Mecklenburg-Strelitzsche Staatsminister August von Oertzen (1777–1837): dass Wir, bei den guten Anlagen des Sauer zum Orgel Bauen, nicht abgeneigt sind, denselben zu seiner desfallsigen Ausbildung durch ein Geldgeschenk behülflich zu syen, vorausgesetzt, dass er noch in den Jahren sich befindet, wo Erfolg davon zu erwarten ist.
Mit der Einweihung der Orgel begann für den schon 39-jährigen Schmiedemeister Ernst Sauer ein neuer Lebensabschnitt. Großherzog Georg finanzierte ihm 1836 für etwa ein halbes Jahr eine Orgelbauerlehre bei Georg Franz Ratzmann in Ohrdruf in Thüringen. Von April bis September 1836 war er dort, seine Familie mit inzwischen sieben Kindern blieb in Schönbeck. Nach seiner Rückkehr mit einem Zeugnis vom Orgelbaumeister Ratzmann erhielt er am 2. Oktober 1836 ein Empfehlungsschreiben vom Großherzog zur Bewerbung als Orgelbauer. Er bezeichnete sich fortan als Schmiedemeister und Orgelbauer. Auch am 11. November 1837 wird er im Kirchenbucheintrag anlässlich der Taufe des achten Kindes Schmiedemeister und Orgelbauer allhier. genannt.

### Gründung der Orgelbauwerkstatt in Friedland 1838
Am 19. März 1838 änderte Ernst Sauer seinen Beruf. Er verkaufte seine Schmiede und zog mit seiner Familie, zu der inzwischen acht Kinder gehörten, in die benachbarte Stadt Friedland. Dort richtete er sich eine Werkstatt ein, in der er Orgeln, aber auch Maschinen für den landwirtschaftlichen Bedarf baute.
Dass der Beruf des Orgelbauer auch Tücken hatte und unangenehme Überraschungen mit sich brachte, sollte Ernst Sauer schon in seinen ersten Berufsjahren erfahren. In der durch Baumeister Friedrich Wilhelm Buttel restaurierten Neubrandenburger Marienkirche hatte Ernst Sauer die Orgel umgebaut und erweitert. Bei der Einweihung am 12. August 1841 kam es zu einem Zwischenfall: Beim Orgelspiel am Einweihungstag klemmte ein Schraubstift einer Pedaltaste und es gab einen störenden Heulton. Baurath Buttel tadelte in aller Öffentlichkeit den Orgelbauer. Über die Frage, ob diese und andere Störungen dem Orgelbauer oder dem Organisten anzulasten seien, entspann sich ein langwieriger Streit, der ab 1845 auch öffentlich in Zeit- und Streitschriften ausgetragen wurde.

### Filiale in Deutsch Krone 1845
1843 erwarb Ernst Sauer das Rittergut Heinrichswalde (heute Uniechów) in Westpreußen, wo er eine weitere Fabrik für landwirtschaftliche Maschinen einrichtete. 1845 verlegte er aber Wohnsitz und Fabrik in die Stadt Deutsch Krone (heute Wałcz). Bald darauf baute er von dort aus auch Orgeln für Westpreußen, die Provinz Posen und Kurland. Sein Werkstattleiter war (zumindest zeitweise) Carl Büttner, der sich später (vor 1856) in Kurland selbstständig machte.
1855 übergab Ernst Sauer die Leitung der Filiale seinem Sohn Wilhelm, der 1856 eine eigene Werkstatt in Frankfurt an der Oder sowie 1860 eine Zweigniederlassung in Königsberg in Ostpreußen gründete.

### Orgelbau in Dobbertin 1853
1848 gab es eine finanzielle Notlage in Friedland, da ihn sein Kommissionär, der Berliner Holzhändler Stuwe, um sämtliche Lagerbestände gebracht hatte.
Mit Beginn der inneren Restaurierung der Dobbertiner Klosterkirche wurden vor der Auftragsvergabe zum Bau einer neuen Orgel 1853 durch den Wismarer Architekten Heinrich Thormann Erkundigungen über den Grobschmied und Orgelbauer Ernst Sauer eingeholt. Auf Vorschlag von Pastor Wilhelm Wöhler aus Ribnitz, der als die Autorität Mecklenburgs in Beziehung auf Beurteilung von Orgeln galt, beauftragte man auf dem Landtag am 16. November 1854 in Malchin den Orgelbauer Sauer in Friedland mit dem Bau einer neuen Orgel. Der Kontrakt mit dem Orgelbauer Sauer über die Lieferung und Aufstellung einer neuen Orgel zu Ostern 1857 wurde mit dem Klosterhauptmann Carl Peter Johann Baron von Le Fort geschlossen und ratenmäßige Zahlung vereinbart. Mit der Kirchweihe am 11. Oktober 1857 fand durch den Güstrower Superintendenten Hermann Vermehren in Anwesenheit aller Prediger der klösterlichen Patronatskirchen auch die Orgelweihe statt. Bei der Abnahme vermerkte Wilhelm Wöhler, der inzwischen Pastor zu Lichtenhagen geworden war, dass Sauer hier ein Fernwerk erstellt habe. Denn statt der 22 Register hatte das Instrument nun 28 Register. Nach den geforderten Mehrkosten hatten die Klostervorsteher Sauer sogleich verpflichtet, die Orgel dafür drei Jahre unentgeltlich instand zu halten. Die Orgel schien wegen mancherlei Mängel und darin neue aber nicht bewährte Erfindungen in den Jahren weiter Probleme zu bereiten, und die bei einer Revision durch Sachverständige gerügten Mängel wollte Sauer nicht eingestehen. Zu einer nochmaligen Revision hatten die Klostervorsteher den Orgelbauer Friedrich Hermann Lütkemüller aus Wittstock und Ernst Sauer den Organisten und Orgelrevisor Wangemann aus Loitz beauftragt, diese wählten zum Obmann den Orgelbaumeister Friedrich Ladegast aus Weißenfels. Das Resultat dieser Revision ist nicht günstiger ausgefallen, Sauer hatte die Missstände abzustellen und die Orgel 5 Jahre lang in gangbaren Stand zu halten. Auf dem Landtag zu Sternberg debattierten am 16. November 1859 die Local-Committen und Klostervorsteher unter Klosterangelegenheiten die Frage der Orgel bis hin zu einem Neubau. Das Landtagsprotokoll benötigte dafür zwei Seiten. Trotz jahrelanger Reparaturen soll die Orgel nahezu unbrauchbar geworden sein, was ein Gutachten des Wismarer Musikdirektors und Orgelrevisors Julius Georg Ludwig Massmann vom 14. März 1892 bestätigte. Nach 35 Jahren wurde die Sauer-Orgel in der Dobbertiner Klosterkirche ausgebaut und am 13. August 1893 eine neue in der Orgelbauanstalt Schlag & Söhne in Schweidnitz gebaute Orgel eingeweiht.

### Wilhelm Sauers Beginn als Orgelbauer
Sein zweitjüngster Sohn Wilhelm Sauer absolvierte die Lehre im väterlichen Betrieb und arbeitete 1848 an der Orgel in Fürstenberg als Orgelbaugehilfe. Ab 1851 ging er auf Wanderschaft. 1855 übernahm er die Leitung der väterlichen Filiale in Deutsch Krone und gründete 1856 in Frankfurt (Oder) seine eigene sehr erfolgreiche Orgelbaufirma.

### Ernst Sauers Orgelbau – Charakteristik
Ernst Sauer war ein außerordentlich innovativer Orgelbauer, der viel experimentierte und eigene Wege ging. Nicht immer sind seine orgelbautechnischen Lösungen gut und sinnvoll gewesen. Seine Konstruktionen waren oft labil und handwerklich nicht ausgereift, daher oft auch keine handwerklich hochwertigen Instrumente. Sein Förderer Johann Carl Nicolaus Messing stand fast immer auf seiner Seite, aber andere prüfende Organisten verweigerten zuweilen die Abnahme aufgrund technischer Unzulänglichkeiten.
Bemerkenswert war der Bau von Kegelladen-Orgeln. Dieses neue System war erst seit etwa 1840 in Gebrauch. Ernst Sauer baute nach 1855 in seine Orgeln nur noch Kegelwindladen. Diese Bauart kam auch in Dobbertin zu Anwendung.
Sauer war einer der ersten Orgelbauer, die Zinkpfeifen bauten, wohingegen für den Bau der Pfeifen in der Regel eine Zinn-Blei-Legierung oder Holz verwendet wurde. Dies ist sicher mit Sauers ursprünglichen Beruf als Schmied zu begründen.
Ernst Sauer betrieb seine Werkstatt bis 1870 und starb 1873 als bescheidener und biederer Mann in Friedland.

## Werkliste
Von Ernst Sauer sind über 50 Orgelneubauten bekannt, vor allem in Mecklenburg-Strelitz, aber auch in der Uckermark, der Neumark, sowie Westpreußen und Kurland. Einige der Orgeln hatten technische Mängel und mussten bald ersetzt werden. Heute sind noch etwa 12 Instrumente in Deutschland erhalten, oft nicht mehr spielbar, im heutigen Polen und Lettland jeweils eines (Nakło, Landzes). Nicht mehr vorhandene Instrumente sind kursiv gesetzt.
In der fünften Spalte der Tabelle bezeichnet die römische Zahl die Anzahl der Manuale, ein großes „P“ ein selbstständiges Pedal, ein kleines „p“ ein nur angehängtes Pedal und die arabische Zahl in der sechsten Spalte die Anzahl der klingenden Register.
| Jahr      | Ort                                            | Gebäude                                  | Bild | Manuale | Register | Bemerkungen |
| --------- | ---------------------------------------------- | ---------------------------------------- | ---- | ------- | -------- | --- |
| 1835      | Schönbeck                                      | Dorfkirche                               |      | I       | 8        | nicht erhalten |
| 1837      | Warbende                                       | Dorfkirche                               |      | I       | 10       | nicht erhalten |
| 1839      | Mirow                                          | Lehrerseminar                            |      | II/P    | 7        | ohne Pedalkoppeln gebaut, 1887 umgesetzt nach Wulkenzin, dort erhalten                                                                                           |
| um 1850   | Salow                                          | Ev. Dorfkirche                           |      | I/P     | 8        | nur Gehäuse erhalten, unspielbar |
| 1840      | Schönhausen, Mecklenburg                       | Kirche                                   |      |         |          | erhalten, unspielbar |
| 1840      | Dolsk (Dębno), Neumark, heute Dębno            | Dorfkirche                               |      |         |          | wahrscheinlich nicht erhalten oder in sehr schlechtem Zustand |
| 1841      | Neubrandenburg                                 | St. Johannis                             |      |         |          | kleine Orgel, nicht erhalten |
| 1841      | Woldegk                                        |                                          |      | II      | 16       | nicht erhalten |
| 1841      | Pasenow                                        | Dorfkirche                               |      | I       | 5        | nicht erhalten |
| um 1842   | Brohm bei Friedland                            | Kirche                                   |      | I       | 8        | abgebaut, Reste erhalten |
| 1842      | Stargard, Mecklenburg                          | Stadtkirche                              |      | II      | 16       | Gehäuse erhalten |
| 1842      | Grünow, Mecklenburg                            | Dorfkirche                               |      | I/P     | 10       | erhalten, unspielbar |
| 1843      | Golm, Mecklenburg                              | Kirche                                   |      | I       | 9        | nicht erhalten |
| 1844      | Bredenfelde                                    | Kirche                                   |      | I       | 4        | nicht erhalten |
| 1846      | Roggenhagen (Brunn)                            | Dorfkirche                               |      | I       | 4        | Gehäusefront von F. W. Buttel erhalten |
| 1846      | Schernow, Neumark, heute Czarnów               |                                          |      |         |          | wahrscheinlich nicht erhalten oder in sehr schlechtem Zustand |
| um 1847   | Galenbeck                                      | Dorfkirche                               |      | I/p     | 5        | erhalten |
| 1848      | Fürstenberg an der Havel, Brandenburg          |                                          |      | II      | 22       | nicht erhalten |
| 1849      | Schillersdorf                                  | Kirche                                   |      | I       | 5        | nicht erhalten |
| 1850      | Rederitz, Neumark                              |                                          |      |         |          | wahrscheinlich nicht erhalten oder in sehr schlechtem Zustand |
| um 1850   | Wittenborn                                     | Kirche                                   |      | I       | 5        | erhalten, unspielbar |
| 1851      | Schlepkow                                      | Dorfkirche                               |      |         |          | nicht erhalten |
| 1852      | Landsen, Kurland, heute Landze, Lettland       | Lutherische Kirche                       |      | I       | 6        | mit Carl Büttner, ohne Pedal, 1933 und 1952 Reparaturen, wahrscheinlich einzige erhaltene Orgel von Ernst Sauer in Lettland                                      |
| um 1852   | Nakel, Provinz Posen, heute Nakło nad Notecią  | Stadtkirche, heute Kirche St. Laurentius |      | I/P     | 7        | einzige bekannte erhaltene Orgel von Ernst Sauer im heutigen Polen                                                                                               |
| um 1852   | Mehrenthin, Neumark, heute Mierzęcin           |                                          |      |         |          | wahrscheinlich nicht erhalten oder in sehr schlechtem Zustand |
| 1853      | Kublank                                        | Kirche                                   |      | I       | 6        | nicht erhalten? |
| 1852      | Lychen, Uckermark                              | St. Johannes                             |      |         |          | mit Wilhelm Sauer, 1874 ungesetzt nach Gerswalde, 1999–2003 restauriert von Scbeffler                                                                            |
| 1853      | Mildenitz                                      | Kirche                                   |      | I       | 5        | erhalten, unspielbar |
| 1853      | Zirzow                                         |                                          |      | I       | 5        | 1930 ersetzt durch Grüneberg-Orgel |
| 1854      | Friedland, Mecklenburg                         | Marienkirche                             |      |         |          | Gehäuse von Vorgängerorgel von David Baumann, mit Wilhelm Sauer, ersetzt 1934 durch Orgelbau-Anstalt W. Sauer                                                    |
| 1854–1855 | Badresch                                       | Dorfkirche                               |      | I       | 9        | erhalten, unspielbar |
| 1854      | Krining, Westpreußen                           |                                          |      | I       | 4        | wahrscheinlich nicht erhalten |
| 1854      | Blankensee, Mecklenburg                        |                                          |      | I       | 4        | nicht erhalten |
| 1854      | Zernikow                                       |                                          |      | I       | 4        | nicht erhalten |
| 1855      | Alt Käbelich                                   |                                          |      | I       | 8        | umgesetzt nach Glienke, unspielbar |
| 1856      | Alexandersdorf, Provinz Posen, heute Gościnowo | Dorfkirche                               |      | I       | 4        | wahrscheinlich nicht erhalten |
| 1856      | Cölpin                                         | Dorfkirche                               |      | I/P     | 9        | lange unspielbar, 2011 Restaurierung durch W. Sauer Orgelbau |
| 1856      | Neddemin                                       |                                          |      | I       | 4        | nicht erhalten |
| 1856      | Schwarz, Mecklenburg                           | Dorfkirche                               |      |         |          | nicht erhalten |
| 1856      | Mestlin                                        | Ev. Dorfkirche                           |      | I/P     | 7        | Verkleinerung der Orgel von Paul Schmidt von 1747 (II/P, 23) aus Kloster Dobbertin, seit 1945 nicht spielbar, umgesetzt in das Orgelmuseum Malchow, dort Exponat |
| 1857      | Dobbertin                                      | Klosterkirche                            |      | III/P   | 20       | in Gehäuse von Heinrich Thormann, wegen technischer Mängel 1893 ersetzt durch Schlag & Söhne hinter bestehenden Prospekt                                         |
| 1857      | Petersdorf                                     | Dorfkirche                               |      | I       | 8        | nicht erhalten |
| 1858      | Schwanbeck                                     | Dorfkirche                               |      | I/P     | 8        | 2002 restauriert von Orgelbau Sauer |
| 1858      | Dobbertin                                      | Schullehrer-Seminar                      |      |         |          | eine kleine Orgel zur Ausbildung von Lehrern für die klostereigenen Schulen, wahrscheinlich nicht erhalten                                                       |
| 1858      | Ihlenfeld                                      | Dorfkirche                               |      |         |          | nicht erhalten |
| vor 1858  | Tütz (Polen)                                   |                                          |      |         |          | |
| vor 1858  | Schönlake (Polen)                              |                                          |      |         |          | |
| vor 1858  | Ratzebur (Polen)                               |                                          |      |         |          | |
| 1859      | Lindow, Mecklenburg                            | Kirche                                   |      | I/p     | 4        | restauriert von Schuke |
| 1859      | Groß Daberkow                                  | Kirche                                   |      |         |          | nicht erhalten; Kirche 1990 abgerissen |
| 1859      | Dobbin                                         |                                          |      | I/P     | 5        | nicht erhalten |
| 1860      | Carwitz                                        | Ev. Dorfkirche                           |      | I/p     | 6        | erhalten, unspielbar → Orgel |
| 1861      | Groß Varchow                                   | Kirche Groß Varchow                      |      | II/P    | 11       | erhalten, unspielbar |
| 1863      | Triepkendorf                                   | Dorfkirche                               |      | I       | 9        | erhalten, unspielbar |

Ernst Sauer baute auch etliche Orgeln in Preußen, Polen und im Baltikum, darunter in Riga, Goldingen, Kekkau, Warklan, Suhrs, Baldun und Pilten.